# Elsa Reger
Elsa Reger   (Kołobrzeg, 25 d'octubre de 1870 - Bonn, 3 de maig de 1951) va ser una escriptora alemanya, esposa del pianista i compositor Max Reger, la memòria de la qual va mantenir viva amb la fundació d'un arxiu, el 1920, i el 1947, de l'Institut Max Reger, ambdós dedicats a ell, i la seva obra.
Nascuda a Kolberg, era filla d'Ernst von Bagenski i de la seva esposa Auguste. El 1887 es va casar amb Franz von Bercken. Va conèixer Max Reger el 1893, quan passava unes vacances d'estiu a Wiesbaden, on ell va fer-li classes de cant. El 1899 es va divorciar del seu primer marit, però al principi va rebutjar la cort de Reger. Es van casar el 7 de desembre de 1902 a Bad Boll i van viure a Múnic. Com que ella estava divorciada i era protestant, Reger, que era catòlic va ser excomunicat. La mare d'Elsa, Auguste, també es va traslladar a Múnic, on va morir el 1904. Elsa va seguir el compositor, la fama del qual va augmentar, i van tenir casa a Leipzig, Meiningen i Jena. Ella tenia cura dels seus estudiants. que l'anomenaven Regermutter (mare Reger). La parella va adoptar dues filles, Marie-Marta Heyer (nascuda el 1905), adoptada el 1907 com a Christa Reger, i Selma Charlotte Meinig (nascuda el 1905), adoptada com a Lotti Reger. La relació familiar va ser conflictiva a causa de les depressions i l'alcoholisme de Reger.
En morir el seu marit sobtadament el 1916, amb només quaranta-tres anys, Elsa Reger va ocupar-se ella sola de les filles, i va treballar per mantenir viva la memòria del seu marit. A casa seva, a Jena, va dedicar-li una mena d'altar on conservava les seves cendres, fins que el 1930 van ser enterrades en un cementiri de Múnic. Va fundar l'Arxiu Max Reger, va publicar el 1930 una autobiografia Mein Leben mit und für Max Reger (La meva vida amb i per a Reger), va publicar la correspondència d'ell i va preparar la publicació de les seves obres. Va fundar el 1947 el l'Institut Max Regeramb una fundació que més tard va ser nomenada amb el nom d'ella.
Elsa Reger va morir a Bonn el 1951. Segons el seu desig, va ser enterrada a l'Alter Friedhof (Vell Cementiri), a prop de Clara Schumann i Maria Magdalena van Beethoven, la mare de Beethoven.